# Psolos
Astictopterus là một chi bướm ngày thuộc họ Bướm nâu.